# Latão

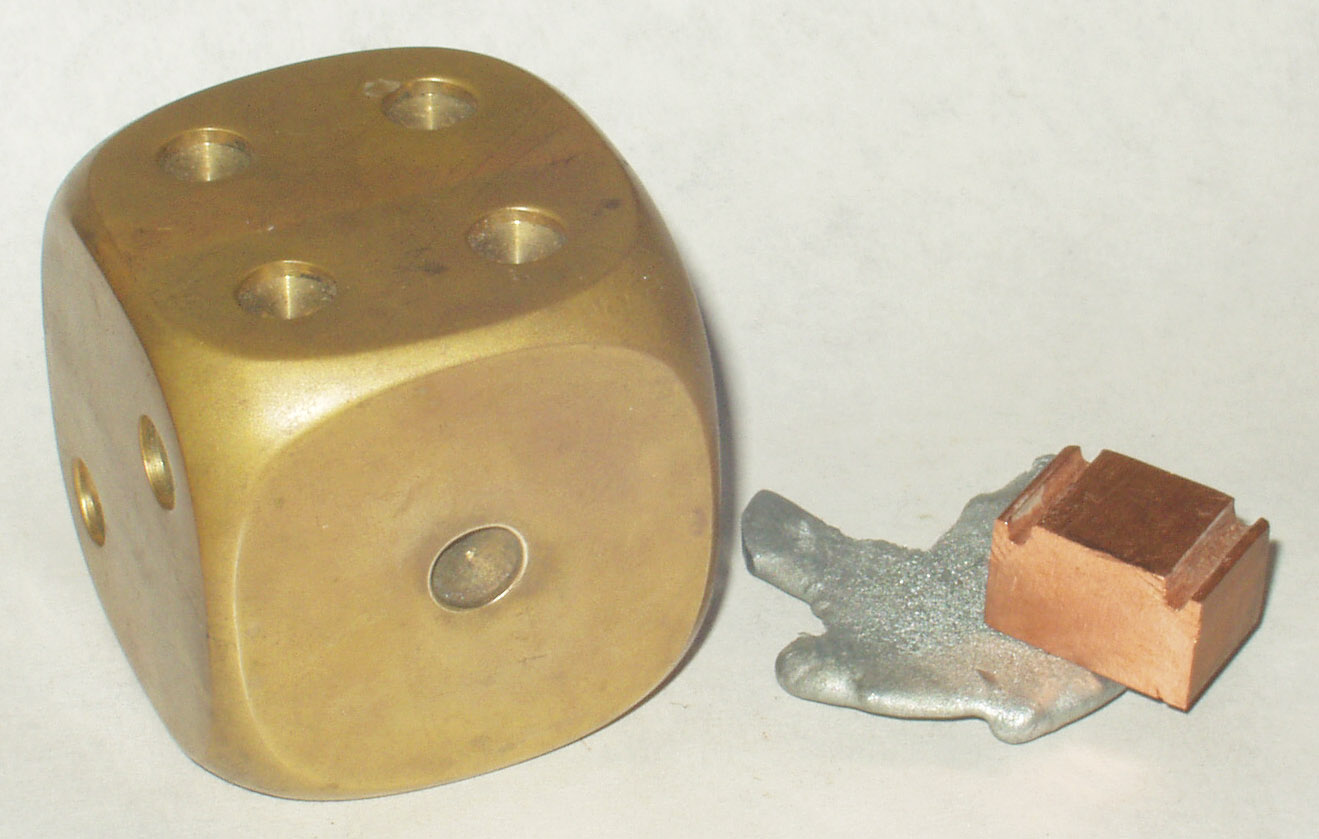
Dado de latão ao lado de duas amostras de cobre e zinco.

O  latão é uma liga metálica de cobre e zinco com percentagens deste último entre 3% a 45%, dependendo do tipo de latão.

## Visão geral

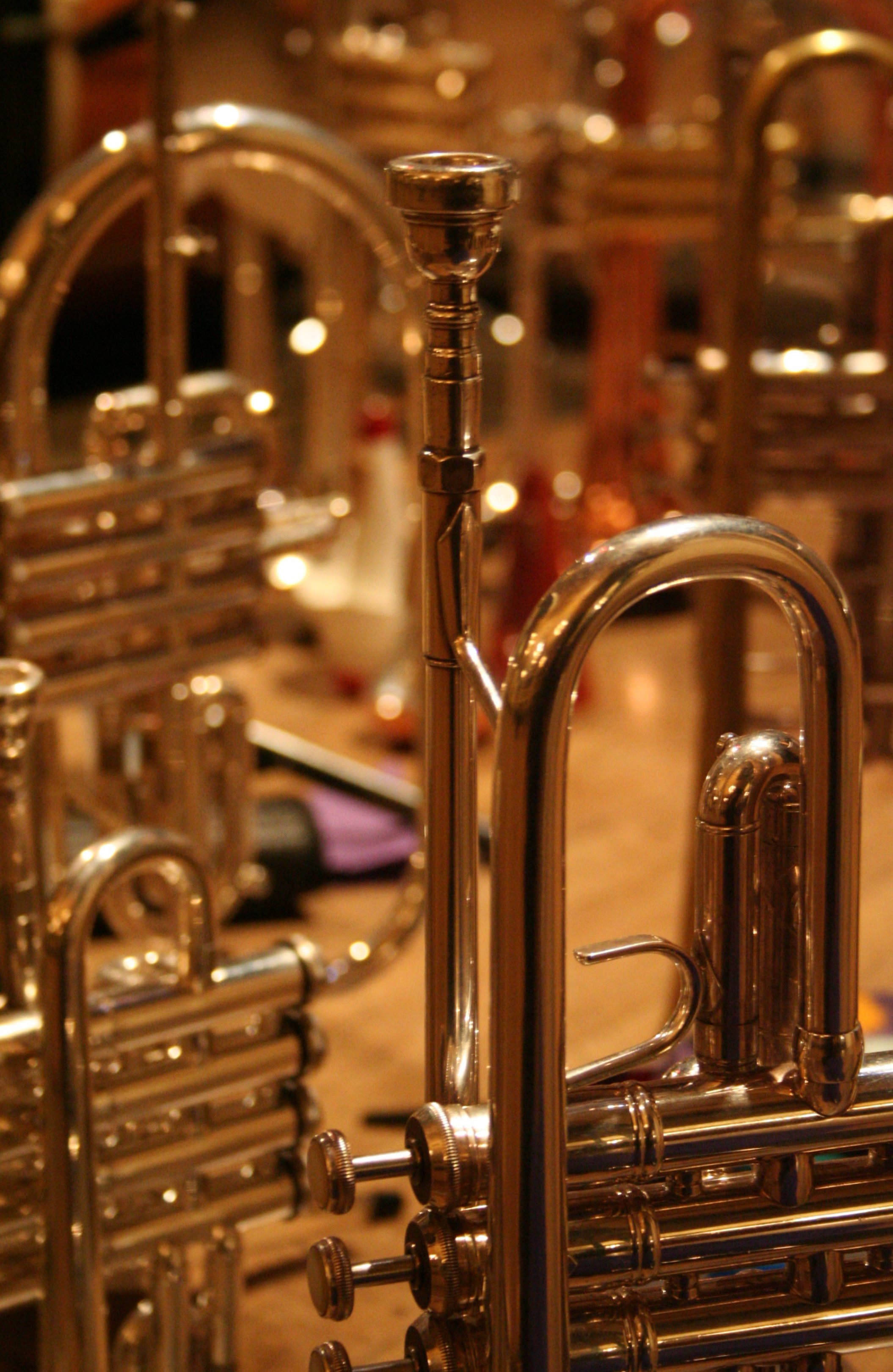
Instrumentos musicais de latão.

Apesar da base ser formada por cobre e zinco, outros metais podem ser adicionados, e variando a quantidade e a proporção destes metais, alteram-se as propriedades da liga. Ocasionalmente se adicionam pequenas quantidades de alumínio, estanho, chumbo e arsênio para potencializar algumas das características dessa ligação, dependendo de como e onde a liga será utilizada. É bastante maleável (mais que o cobre ou o zinco separadamente), dúctil, resistente a impactos e um bom condutor de energia térmica e energia elétrica.
O latão possui um ponto de fusão relativamente baixo e pode ser fundido facilmente em pequenos fornos especializados. Este ponto de fusão não é fixo, pois depende da quantidade e da proporção dos metais que forem utilizados na sua composição. No geral, o ponto de fusão do latão situa-se entre 900 °C e 940 °C. Por estas características o latão pode ser forjado, fundido, laminado e estirado a frio de maneira mais fácil do que os próprios metais que o compõem.
Esta liga apresenta densidade maior que a dos aços mas menor que as ligas de cobre, sendo de aproximadamente 8600 kg/m³. Tem uma cor amarelada semelhante à do ouro e é consideravelmente resistente a manchas. As utilizações do latão são vastas e compreendem uma série de segmentos industriais. Essa liga metálica é aplicada, por exemplo, na fabricação de tubos de condensadores, armas, cartuchos de munição, torneiras, cadeados (a parte dourada), rebites, núcleos de radiadores, instrumentos musicais de sopro, aparelhos médicos e cirúrgicos, ornamentações, jóias e bijuterias, terminais elétricos, tachos e bacias, moedas, parafusos, arames, vergalhões, válvulas, rodas para carro, entre outros. Na Antiguidade o latão polido era utilizado como espelho e suas primeiras utilizações apareceram ainda na pré-história.

## Tipos de latão
- Latão de almirantado contém 30% de zinco, com 1% de estanho para inibir a dezincificação em alguns ambientes;
- Liga de Aich tipicamente contém 60,66% de Cobre, 36,58% de Zinco, 1,02% de Estanho e 1,74% de Ferro. Foram projetados para uso em atmosfera marinha devido a sua resistência a corrosão, dureza e tenacidade. Uma aplicação característica é a proteção de costados de navios, embora métodos mais modernos de proteção catódica tornaram seu uso menos comum. Possui uma cor semelhante à do ouro;
- Latão alfa tem menos de 35% de zinco. É maleável, pode ser trabalhado a frio, e por isso são utilizados em operações como prensagem e forjamento. São ligas monofásicas, de estrutura CFC - cúbica de faces centradas
- Latão de príncipe Rupert é um tipo de latão alfa contendo 75% de Cobre e 25% de zinco. Devido a sua bela cor amarela característica, é utilizado em bijuterias como imitação de ouro. A liga é assim chamada por causa do príncipe Ruperto do Reno;
- Latão alfa-beta (metal Muntz), também chamado latão duplex, possui de 35 a 45% de zinco e é adequado para ser trabalhado a quente. Contém ambas as fases α e β'. A fase β' é cúbica de corpo centrado e é mais dura e resistente do que α;
- Latão aluminado contém alumínio, o que aumenta sua resistência à corrosão. É usado para serviço em atmosferas marinhas e também em moedas de euro, a unidade monetária da União Europeia (também conhecido como ouro nórdico);
- Latão arsênico contém adição de arsênio, e frequentemente alumínio, e é usado para fazer os recipientes de queima de alguns motores;
- Latão beta, com 45 a 50% de zinco, só pode ser trabalhado a quente. É mais duro, resistente e tem maior fusibilidade;
- Latão para cartuchos é um latão com 30% de zinco com boas propriedades para trabalho a frio. Utilizado para cartuchos de munição de armas de fogo;
- Latão comum, ou latão de rebite, é um latão com 37% de zinco, barato e padrão para trabalho a frio;
- Latão DZR é um latão resistente a dezincificação com uma pequena percentagem de arsênio.